# Liste der Kulturgüter in Montreux
Die Liste der Kulturgüter in Montreux enthält alle Objekte in der Gemeinde Montreux im Kanton Waadt, die gemäss der Haager Konvention zum Schutz von Kulturgut bei bewaffneten Konflikten, dem Bundesgesetz vom 20. Juni 2014 über den Schutz der Kulturgüter bei bewaffneten Konflikten sowie der Verordnung vom 29. Oktober 2014 über den Schutz der Kulturgüter bei bewaffneten Konflikten unter Schutz stehen.
Objekte der Kategorien A und B sind vollständig in der Liste enthalten, Objekte der Kategorie C fehlen zurzeit (Stand: 1. Januar 2023).

## Kulturgüter
| Foto |                                                                                           | Objekt | Kat. | Typ | Standort                                                             | Beschreibung |
| ---- | ----------------------------------------------------------------------------------------- | --- | ---- | --- | -------------------------------------------------------------------- | ------------ |
| ja   | Datei hochladen · Wikidata zu Château du Chatelard (Q2971666)                             | Schloss Chatelard mit Springbrunnen / Château de Chatelard avec fontaine KGS-Nr.: 06240                                                                                    | A    | G   | Chemin Planchamp-Dessous 1 558541 / 144146                           |              |
| ja   | Datei hochladen · Wikidata zu Villa Karma (Q3558611)                                      | Villa Karma KGS-Nr.: 06241 | A    | G   | Clarens, Rue du Lac 171 556954 / 143962                              |              |
| ja   | Datei hochladen · Wikidata zu Bahnhof Montreux (Q680986)                                  | Bahnhof Montreux / Gare de Montreux KGS-Nr.: 06242 | A    | G   | Avenue des Alpes 74 559398 / 142863                                  |              |
| ja   | Datei hochladen · Wikidata zu Fairmont Le Montreux Palace (Q3064551)                      | Hôtel Montreux-Palace, Annexbau und Sportpavillons / Hôtel Montreux-Palace, annexe et pavillon des sports KGS-Nr.: 06243                                                   | A    | G   | Avenue Claude Nobs 1/2 559120 / 143175                               |              |
| ja   | Datei hochladen · Wikidata zu Ensemble ehemaliges Grand-Hôtel, Hôtel des Alpes (Q3146221) | Ensemble mit ehemaligem Grand-Hôtel, Hôtel des Alpes / Ensemble ancien Grand-Hôtel, Hôtel des Alpes KGS-Nr.: 06244                                                         | A    | G   | Territet, Avenue de Chillon 72–86 560418 / 141715                    |              |
| ja   | Datei hochladen · Wikidata zu Caux Palace Hôtel (Q2943188)                                | Palace Hôtel KGS-Nr.: 06246 | A    | G   | Caux, Rue du Panorama 2 561479 / 142437                              |              |
| ja   | Datei hochladen · Wikidata zu Château des Crêtes (Q284720)                                | Château des Crêtes mit Unterbau, Terrassen und Gewächshaus Château des Crêtes avec soubassement, terrasses et serre KGS-Nr.: 06250                                         | A    | G   | Avenue des Bosquets-de-Julie 13 557903 / 143909                      |              |
| ja   | Datei hochladen · Wikidata zu Insel und Villa Salagnon (Q18003216)                        | Insel und Villa Salagnon / Île et villa Salagnon KGS-Nr.: 06251 | A    | G   | Chemin de l’Île de Salagnon 557301 / 143388                          |              |
| ja   | Datei hochladen · Wikidata zu Marché couvert (Q3289846)                                   | Marché couvert KGS-Nr.: 06266 | A    | G   | Place du Marché 559350 / 142463                                      |              |
| BW   | Datei hochladen · Wikidata zu Gemeindearchiv Montreux (Q27485176)                         | Gemeindearchiv Montreux / Archives communales de Montreux KGS-Nr.: 08956                                                                                                   | A    | S   | Clarens, Avenue Alexandre-Vinet 8 558264 / 143510                    |              |
| ja   | Datei hochladen · Wikidata zu Grand Hôtel des Narcisses (Q18089109)                       | Grand Hôtel des Narcisses KGS-Nr.: 06247 | B    | G   | Chamby, Route de Villard 2 559669 / 144403                           |              |
| ja   | Datei hochladen · Wikidata zu (Q29891135)                                                 | Museumsbahn Blonay–Chamby mit Bahnhof Blonay KGS-Nr.: 06248 | B    | X   | Route de Chaulin 105 559550 / 144925                                 |              |
| ja   | Datei hochladen · Wikidata zu Villas Dubochet (Q19951325)                                 | Villenquartier Le Dubochet (21 Villen) Quartier des villas du Dubochet (21 villas) KGS-Nr.: 06252                                                                          | B    | G   | Clarens, Rue du Lac 557699 / 143500                                  |              |
| BW   | Datei hochladen · Wikidata zu Villa Ormond (Q29891139)                                    | Villa Ormond KGS-Nr.: 06253 | B    | G   | Clarens, Rue du Lac 18 558715 / 143464                               |              |
| ja   | Datei hochladen · Wikidata zu Herz-Jesu-Kirche (Q29891142)                                | Katholische Kirche Sacré-Cœur Église catholique du Sacré-Cœur KGS-Nr.: 06254                                                                                               | B    | G   | Avenue Nestlé 8.2 559581 / 142289                                    |              |
| ja   | Datei hochladen · Wikidata zu (Q29891151)                                                 | Standseilbahn Les Avants–Sonloup mit den Stationen / Funiculaire des Avants avec les gares des Avants et de Sonloup KGS-Nr.: 06256                                         | B    | G   | Les Avants, Route de Sonloup 562000 / 144855                         |              |
| ja   | Datei hochladen · Wikidata zu Standseilbahn Territet–Glion (Q7703727)                     | Standseilbahn Territet–Glion mit den Stationen Territet und Glion Funiculaire Territet–Glion avec les gares de Territet et de Glion KGS-Nr.: 06257                         | B    | G   | Territet, Avenue de Chillon 560397 / 141854                          |              |
| ja   | Datei hochladen · Wikidata zu Drahtseilbahn Territet - Mont Fleuri (Q16637469)            | Standseilbahn Territet–Mont Fleuri mit den Stationen Territet und Mont-Fleuri Funiculaire Territet–Mont-Fleuri avec les gares de Territet et de Mont-Fleuri KGS-Nr.: 06258 | B    | G   | Territet, Avenue de Chillon 560397 / 141846                          |              |
| ja   | Datei hochladen · Wikidata zu (Q29891162)                                                 | Valmont-Klinik / Clinique de Valmont KGS-Nr.: 06259 | B    | G   | Glion, Route de Valmont 22 560977 / 141775                           |              |
| ja   | Datei hochladen · Wikidata zu Hôtel du Righi vaudois (Q29891164)                          | Hôtel du Righi vaudois mit Park / Hôtel du Righi vaudois avec parc KGS-Nr.: 06260                                                                                          | B    | G   | Route de Champ-Fleuri 3 560478 / 142623                              |              |
| ja   | Datei hochladen · Wikidata zu (Q29891166)                                                 | Hôtel Victoria KGS-Nr.: 06261 | B    | G   | Route de Caux 16 560643 / 142382                                     |              |
| ja   | Datei hochladen · Wikidata zu Hotel Eden Palace au Lac (Q29891168)                        | Hôtel Eden KGS-Nr.: 06262 | B    | G   | Rue du Théâtre 11 559373 / 142258                                    |              |
| ja   | Datei hochladen · Wikidata zu Hôtel Excelsior (Q29891169)                                 | Hôtel Excelsior KGS-Nr.: 06263 | B    | G   | Territet, Rue de Bon-Port 27 560108 / 142126                         |              |
| ja   | Datei hochladen · Wikidata zu Hotel National mit Terrassen und Arkaden (Q29891173)        | Hotel National mit Terrassen und Arkaden / Hôtel National avec terrasses et arcades KGS-Nr.: 06264                                                                         | B    | G   | Avenue des Planches 21 / Avenue du Casino 10, 12, 14 559714 / 142245 |              |
| ja   | Datei hochladen · Wikidata zu Grand Hotel Suisse Majestic (Q29891175)                     | Hôtel Suisse et Majestic KGS-Nr.: 06265 | B    | G   | Avenue des Alpes 45 559349 / 142849                                  |              |
| ja   | Datei hochladen · Wikidata zu Saint-Vincent (Q29891144)                                   | Reformierte Kirche Saint-Vincent und ehemaliges Beinhaus / Église réformée Saint-Vincent et ancien ossuaire KGS-Nr.: 06268                                                 | B    | G   | Rue du Temple 22 560044 / 142359                                     |              |
| ja   | Datei hochladen · Wikidata zu Anglikanische Kirche St. John (Q29891179)                   | Anglikanische Kirche St. John / Église anglicane St. John’s KGS-Nr.: 06269                                                                                                 | B    | G   | Territet, Avenue de Chillon 92.1 560369 / 141843                     |              |
| ja   | Datei hochladen · Wikidata zu (Q29891184)                                                 | Institut Monte Rosa KGS-Nr.: 06270 | B    | G   | Avenue de Chillon 57 560526 / 141356                                 |              |
| ja   | Datei hochladen · Wikidata zu Villa Toscane (Q29891186)                                   | Villa Toscane KGS-Nr.: 06271 | B    | G   | Rue du Lac 2 558854 / 143384                                         |              |
| ja   | Datei hochladen · Wikidata zu Villa Florentine (Q12127041)                                | Villa Florentine mit Pavillon, neogotischer Gloriette und Garten / Villa Florentine avec pavillon, gloriette néogothique et jardin KGS-Nr.: 06272                          | B    | G   | Grand-Rue 83 559204 / 143017                                         |              |
| ja   | Datei hochladen · Wikidata zu Musée de Montreux (Q27485177)                               | Historisches Museum von Montreux und seiner Region / Musée historique de Montreux et de sa région KGS-Nr.: 08958                                                           | B    | S   | Rue de la Gare 40 559642 / 142666                                    |              |
| ja   | Datei hochladen                                                                           | Museum der Eisenbahn Blonay–Chamby / Musée du chemin de fer du Blonay-Chamby KGS-Nr.: 10683                                                                                | B    | S   | Route de Chaulin 105 559554 / 144931                                 |              |
| ja   | Datei hochladen · Wikidata zu (Q29891181)                                                 | Villa Germaine & Châtelaine KGS-Nr.: 14674 | B    | G   | Rue de Collogne 1–3 560562 / 141335                                  |              |
| BW   | Datei hochladen · Wikidata zu (Q29891145)                                                 | Wohnsiedlung Bon-Port / Ensemble résidentiel de Bon-Port KGS-Nr.: 14675 | B    | G   | Avenue de la Riviéra 10–22 559960 / 142265                           |              |